# Бурирам (провинция)
Бурирам (тайск. บุรีรัมย์) — одна из северо-восточных провинций (จังหวัด, «чангват») Таиланда. Она граничит с провинциями (далее по часовой стрелке, начиная с юга) Сакэу, Накхонратчасима, Кхонкэн, Махасаракхам и Сурин, а на юго-востоке — с провинцией Оддармеантьей Камбоджи. Площадь провинции — 10 3223,9 км², население — 1 566 308 человек (2024). Плотность населения составляет 150 чел./км². Административный центр провинции — город Бурирам. Название «Buri Ram» буквально означает Город счастья.

## Географическое положение
Бурирам расположена в южной части плато Корат с несколькими потухшими вулканами, окружающими провинцию. Хребет Сан Кампенг и горная цепь Дангрэк образуют южную границу провинции.

## История
Около тысячи лет назад территория современной провинции Бурирам была в подчинении Кхмерской империи, о чём свидетельствуют руины, которые сохранились до сих пор. Самая большая из них расположена на потухшем вулкане и охраняется историческим парком Пханом Рунг. Согласно найденному документу, правитель провинции признавал гегемонию короля Кхмерской империи над ней. До основания Бангкока о Бурирам мало что известно. С раннего периода Бангкока, в начале девятнадцатого века, город, первоначально называвшийся Muang Pae, был переименован в «Бурирам». Затем он стал тайским владычеством. После административной реформы в конце девятнадцатого века Бурирам вошёл в состав государства Сиам, а позже и в Таиланд в качестве провинции.

## Культура

### Фестивали
Помимо важных религиозных праздников, Сонгкрана и Дня Нового Года, в Бурирам также имеются другие местные праздники, такие как праздник 5-го месяца по лунному календарю, когда местные жители занимаются пуньей, «купают» изображения Будды, а пожилые люди играют в традиционные виды спорта, такие как Саба и перетягивание каната. В некоторых областях, как, например, в Amphoe Phutthaisong, отмечаются праздники Bun Bang Fai, Кхао Панса, в начале буддийского поста, и Лойкратхонг, который проводится каждый год ночью двенадцатой полной луны. Небольшой перечень местных празднеств:
Phrachao Yai Wat Hong Homage-paying Fair (งานนมัสการพระเจ้าใหญ่วัดหงษ์): Проводится в Amphoe Phutthaisong в промежутке от 14-го дня растущей луны до 1-го дня убывающей луны 3-го лунного месяца каждый год. Во время празднества жители отдают дань уважения золотой статуе Phrachao Yai, которая является высоко почитаемым образом Будды у народа Бурирам. Событие длится 3 дня, сопровождаясь многочисленными церемониями совершения пуньи и весёлыми мероприятиями.
Buddha’s Footprint Homage-paying Fair (งานนมัสการรอยพระพุทธบาทจำลอง): Берёт место в Khao Kradong, Amphoe Mueang, в день полнолуния третьего лунного месяца. Большое количество местных жителей посещают Khao Kradong, чтобы отдать дань уважения копии следа Будды и изображению Phra Suphattharabophit, наслаждаясь в то же время большим праздником.
Phanom Rung Fair (งานประเพณีขึ้นเขาพนมรุ้ง): Пханом Рунг был когда-то священным индуистским храмом, который позже был изменён в религиозное место для буддистов. Со временем храм был покинут, а копия следа Будды стала оберегаться в Prang Noi. Для местных жителей стало традицией взбираться на гору, чтобы отдать дань уважения следу Будды и покрыть его статую сусальным золотом. Ежегодно в день полнолуния 5-го лунного месяца проходит празднество, цель которого — отдать дань уважения. Пханом Рунг — прекрасное и важное историческое место, поэтому в провинции также проводится ежегодный фестиваль в первые выходные апреля, когда красочный парад проходит, следуя старинным кхмерским традициям, а также сопровождаясь звуковым и световым шоу в историческом парке.
Buri Ram Long Boat Races (ประเพณีแข่งเรือยาวจังหวัดบุรีรัมย์): Проводится ежегодно в первые выходные ноября, когда уровень воды в реке Мун повышается. Гребцы из Бурирам и других ближайших провинций собираются для участия в гонках на лодках. Каждый год участие принимают 40-50 лодок. Во время соревнований также проводится парад украшенных лодок. Раньше лодочные соревнования проводились лишь между друзьями и знакомыми, чтобы почтить духа Chaopho Wang Krut, в честь которого был назван водоворот в реке Мун. После 1986 года эта традиция стала ежегодным фестивалем.
Isan Kite Festival (งานมหกรรมว่าวอีสานบุรีรัมย์): Проводится ежегодно на спортивном стадионе в Amphoe Huai Rat во время первых выходных декабря или же во время сбора урожая, когда дует холодный северо-восточный ветер. В это время года местные жители делают традиционных воздушных змеев северо-восточных народов. Первый фестиваль Isan Kite был организован в 1986 году с целью сохранения и распространения местных традиций Нижнего Северо-Востока. Также проводятся соревнования по запуску воздушных змеев среди жителей окружающих районов и деревень. Чтобы принять участие в соревновании, необходимо иметь змея шириной более 2,5 метров, который ещё и будет иметь оригинальный внешний вид. Во время фестиваля также проводятся красочные парады воздушных змеев, фольклорные выступления и ярмарки, предоставляющие местную продукцию.

## Климат
| Показатель                          | Янв. | Фев. | Март | Апр. | Май  | Июнь  | Июль | Авг.  | Сен.  | Окт.  | Нояб. | Дек. | Год  |
| ----------------------------------- | ---- | ---- | ---- | ---- | ---- | ----- | ---- | ----- | ----- | ----- | ----- | ---- | ---- |
| Средний суточный максимум, °C       | 35,7 | 36,0 | 38,0 | 39,0 | 40,0 | 37,0  | 37,0 | 36,6  | 36,1  | 35,0  | 34,8  | 32,0 | 36,4 |
| Средний суточный минимум, °C        | 11,7 | 14,8 | 19,2 | 22,5 | 23,5 | 23,2  | 23,2 | 23,0  | 23,1  | 20,5  | 16,5  | 13,0 | 19,5 |
| Норма осадков, мм                   | 0,0  | 52,5 | 42,8 | 37,0 | 87,9 | 186,8 | 67,6 | 243,5 | 289,0 | 121,5 | 0,0   | 0,0  | 94,1 |
| Источник: http://www.buriram.go.th/ |      |      |      |      |      |       |      |       |       |       |       |      |      |

## Демография
Бурирам является одной из провинций, значительную часть населения которой составляют северные кхмеры. Официально таиландский язык широко распространён среди 27,6 % населения, которые в повседневной жизни используют северный кхмерский.

## Символика
Отличительным знаком провинции стал храм Пханом Рунг, который раньше был индуистской святыней. Храм использовался с IX века до XII, когда власть Кхмерской империи была свергнута тайцами из Аютии. Сейчас Пханг Рунг — исторический парк.
Природные символы провинции: бутон Жёлтого Хлопкового Дерева (Кохлоспермум королевский) и дерево Розовая кассия (Кассия крупная).
Официальный слоган провинции — «Город песчаного храма, земля вулканов, прекрасного шёлка и богатой культуры» (англ. The city of sandstone sanctuaries, the land of volcanoes, beautiful silk and rich culture).

## Административное деление
Подразделяется на 23 района (ампхе), которые делятся на 189 подрайонов (тамбонов) и 2212 деревень (мубанов):
| 1. Mueang Buriram (เมืองบุรีรัมย์) 2. Khu Mueang (คูเมือง) 3. Krasang (กระสัง)) 4. Nang Rong (นางรอง) 5. Nong Ki (หนองกี่) 6. Lahan Sai (ละหานทราย) 7. Prakhon Chai (ประโคนชัย) 8. Ban Kruat (บ้านกรวด) 9. Phutthaisong (พุทไธสง) 10. Lam Plai Mat (ลำปลายมาศ) 11. Satuek (สตึก) 12. Pakham (ปะคำ) | 1. Na Pho (นาโพธิ์) 2. Nong Hong (หนองหงส์) 3. Phlapphla Chai (พลับพลาชัย) 4. Huai Rat (ห้วยราช) 5. Non Suwan(โนนสุวรรณ) 6. Chamni(ชำนิ) 7. Ban Mai Chaiyaphot (บ้านใหม่ไชยพจน์) 8. Non Din Daeng (โนนดินแดง) 9. Ban Dan (บ้านด่าน) 10. Khaen Dong (แคนดง) 11. Chaloem Phra Kiat (เฉลิมพระเกียรติ) |

## Политика

### Сенаторы
- Karoon Sai-ngam (Thai:การุณ ใสงาม)
- Porn Penpas (Thai:พร เพ็ญพาส)
- Permpoon Thongsri (Thai:เพิ่มพูน ทองศรี)
- Surapong Painual (Thai:สุรพงศ์ ไผ่นวล)
- Oudsanee Chidchob (Thai:อุษณีย์ ชิดชอบ)